# Vera Arnö
Vera Maria Arnö, född 11 augusti 1897 i Botilsäters socken, död 5 januari 1965 i Varberg, var en svensk barnboksförfattare.
Vera Arnö utgav sagor och berättelser med en religiös underton.